# Aeródromo Maquehue
El aeródromo Maquehue (antes, aeropuerto Maquehue) es un aeródromo situado a tres kilómetros de la ciudad chilena de Temuco, en la comuna de Padre Las Casas. Fue el principal terminal aéreo de la región de La Araucanía hasta el 28 de julio de 2014, día en que las operaciones comerciales que allí se realizaban fueron trasladadas al nuevo Aeropuerto La Araucanía, ubicado en la comuna de Freire.
El fin de los vuelos comerciales del aeropuerto Maquehue estaba programado para el 21 de julio de 2014, pero debido a daños dejados en el nuevo aeropuerto luego de una protesta de un grupo mapuche, el traslado de operaciones tuvo que ser pospuesto para el 29 de julio del mismo año. A esta fecha, las únicas operaciones de tipo público autorizadas son las de los clubes aéreos Lautaro y Temuco.
Según la Junta Aeronáutica Civil (JAC), el aeropuerto fue transitado por 429 775 pasajeros en 2012.
En este aeródromo, se encuentra la base aérea Maquehue, recinto militar perteneciente a la Fuerza Aérea de Chile.

## Historia

### Base aérea Maquehue

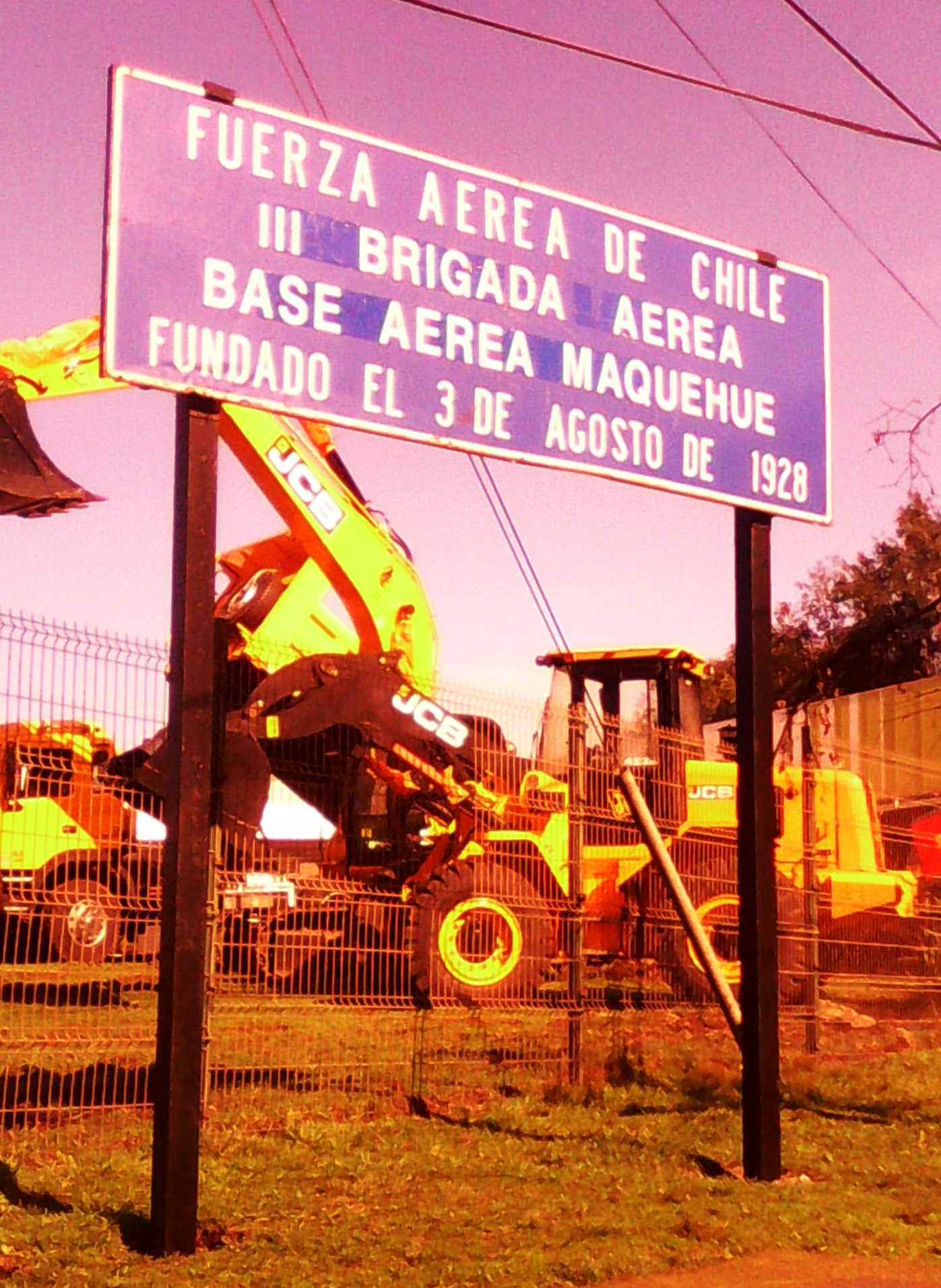
Cartel informativo en el acceso a la base aérea Maquehue.

La historia de esta unidad se remonta al año 1918, cuando se crea la Primera Compañía de Aviación, la que fue cambiando sucesivamente de nombre: Escuadrón de Aviación, Escuadrilla de Aviación y Escuadrilla Mixta de Aviación, para llegar finalmente, en 1926, a denominarse Grupo Mixto de Aviación N.º 3, constituyéndose esta unidad en la más antigua de la futura Fuerza Aérea de Chile.
Ese año, se llegó a la determinación de crear las primeras unidades de combate de la aviación militar y de la Fuerza Aérea que nacería recién en 1930.
Estratégicamente, se advertía la necesidad de descentralizar los medios aéreos, concentrados en El Bosque, por lo que, en 1926, se decretó la creación de tres grupos mixtos de aviación, dándoles un orden numérico de acuerdo al orden geográfico en que estaban destinados a servir, por lo que la numeración no indica el orden de creación, debiendo estar capacitado para realizar operaciones de caza, bombardeo y observación: de allí su nombre de mixto.
Es así que el día 3 de agosto de 1928 aterrizó en los campos de Maquehue el capitán Andrés Sosa, al mando de una formación aérea compuesta por cinco aviones Vickers, pilotados por los oficiales Osvaldo Acuña, Francisco Legreze, Gregorio Bisquert y Aurelio Celedón, dando inicio a la historia de la base aérea Maquehue. Inicialmente, fue dotada de aviones Vickers Wibault para caza y observación, teniendo además por breve tiempo aviones de bombardeo.
Entre los años 1965 y 1970, se produce un primer receso de la unidad, reactivándose en 1971 como Grupo de Aviación N.º 3, con material de helicópteros, transformándose en la Escuela de Helicópteros de la Fuerza Aérea.
En 1981, se produce un nuevo receso que se extiende hasta 1992, en que es reactivado nuevamente el Grupo de Aviación N.º 3 con material A-37B, siendo reemplazado posteriormente por los aviones A-36 Toqui. En el año 2003, el material aéreo de esta unidad es reasignado al Grupo de Aviación N.º 1, quedando como base de apoyo logístico.
En la actualidad tiene su guarnición en dicha Base Aérea la Escuela Táctica de Infantería de Aviación, institución educativa encarga de especializar tanto a oficiales, suboficiales y tropa de la Fuerza Aérea en combate terrestre y protección de instalaciones de dicha institución.

### Visita del papa Francisco

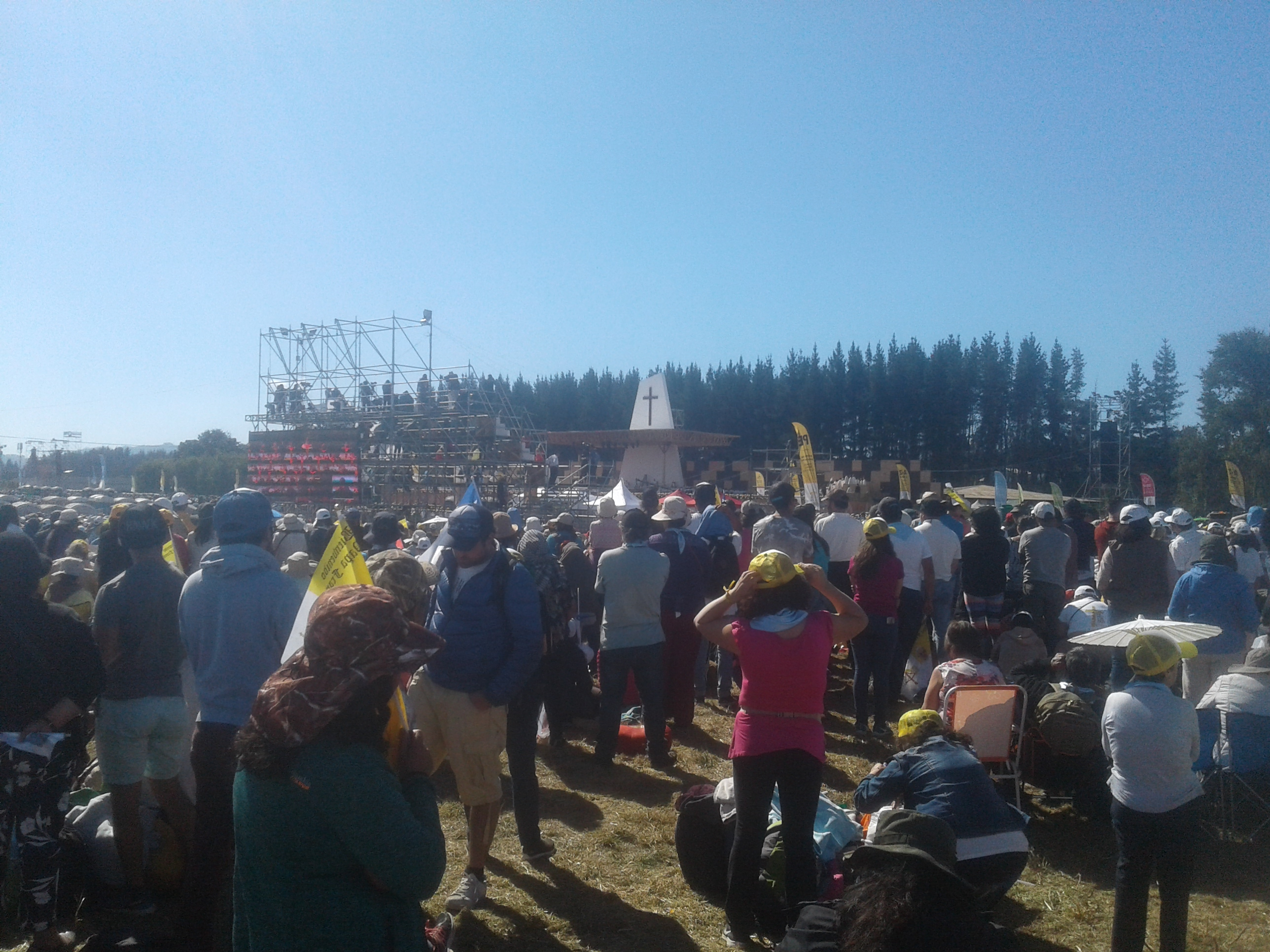
Actividad pastoral realizada en el aeródromo durante la visita del papa Francisco en 2018.

El aeródromo Maquehue fue el lugar elegido por las autoridades para realizar una misa masiva durante la visita a Temuco del papa Francisco, que se llevó a cabo el miércoles 17 de enero de 2018 desde las 10:30 horas (UTC-3).
En un principio, se cederían setenta hectáreas de terreno más setecientos metros de la pista de aterrizaje, espacio total en el que se podría albergar a un millón de personas. Pero finalmente, se anunció que la base aérea Maquehue sería ocupada íntegramente.
En la homilía, denominada Misa por el progreso de los pueblos, el sumo pontífice citó a Violeta Parra ("Arauco tiene una pena que no la puedo callar, son injusticias de siglos que todos ven aplicar") y Gabriela Mistral ("Tierra bendecida por el creador con la fertilidad de inmensos campos verdes, con bosques cuajados de imponentes araucarias").
La ceremonia fue presenciada en el lugar por casi doscientas mil personas.

#### Reclamos de comunidades mapuche
Cinco comunidades mapuche del sector Maquehue se oponían a que Francisco realizara sus liturgias en el aeródromo, argumentando que les pertenecen más de mil hectáreas de dicho terreno, las que han estado en proceso de reivindicación por más de diez años. Para cesar sus reclamos, exigían que el Gobierno se comprometiera a adquirir las tierras solicitadas. Finalmente, Teresa Hueche, miembro de la comunidad Maquehue, fue invitada, junto a otras diez personas, a un almuerzo con el papa, llevado a cabo luego de la misa de Maquehue en el convento Hermanas de la Santa Cruz de la ciudad de Temuco.

## Aerolíneas y destinos cesados

#### Destinos nacionales
- Avant Airlines: (Osorno, Santiago de Chile)
- Ladeco: (Santiago de Chile)
- LAN Airlines: (Pucón, Santiago de Chile)
- LAN Express: (Osorno, Santiago de Chile)
- Sky Airline: (Concepción, Puerto Montt, Santiago de Chile)

#### Destino internacional
- Transportes Aéreos Neuquén: (Neuquén) Finalizó en 2001